# Universidad de Padua

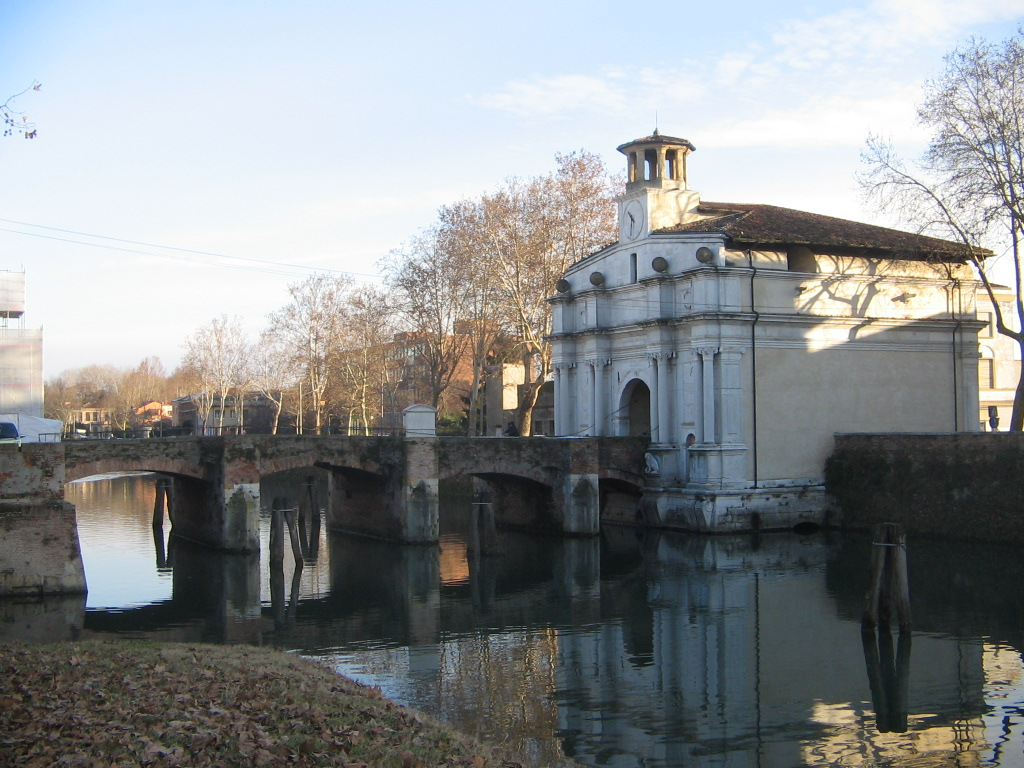
Porta Portello, en la zona universitaria de Padua.

La Universidad de Estudios de Padua está entre las más importantes universidades de Italia, y entre las más antiguas del mundo (la segunda en Italia), fundada en 1222. En 2003 tenía cerca de 65.000 estudiantes. Su sede principal se encuentra en el Palacio Bo en la ciudad de Padua.

## Historia
La Universidad se funda en 1222 cuando el obispo Giordano y el magistrado Giovanni Rusca concedieron refugio a un grupo numeroso de estudiantes y profesores que abandonan la Universidad de Bolonia en busca de una mayor libertad académica. Al principio contaban sólo con una facultad de leyes, que comprendía derecho civil, derecho canónico, y teología. En el 1399 se establece la escuela de artes y ciencias, incluyendo astronomía, dialéctica, filosofía, gramática, medicina, y retórica.
Los estudiantes se dividían en dos naciones: los italianos y los extranjeros.
Desde el siglo XII al XVIII, la universidad es conocida por su investigación, sobre todo en las materias de medicina, astronomía, filosofía y leyes, gracias en parte a la libertad y la independencia garantizada por la protección de la República de Venecia, de la cual Padua formaba parte. En esta época, la universidad adoptó el lema: Universa Universis Patavina Libertas.
Desde 1545 la universidad tiene como sede principal el Palacio Bo, que anteriormente fuera propiedad de un carnicero, por eso tomó como símbolo una cabeza de buey.
Padua fue la primera universidad en dar un título académico a una mujer, Elena Lucrezia Cornaro Piscopia, que consiguió la titulación en filosofía el 25 de junio de 1678.
El jardín botánico de Padua, abierto al público en el 1545, es el segundo en el mundo (después del de Pisa, inaugurado en el 1544, aunque la ubicación de este último cambió en el tiempo). La universidad gestiona también nueve museos, entre los cuales se encuentra el Museo de Historia de la Física.
Desde 1595, el famoso Anfiteatro anatómico de Padua atrajo a artistas y los científicos que estudiaban el cuerpo humano durante las disecciones públicas. Es el teatro anatómico permanente más antiguo en Europa. El anatomista Andreas Vesalius en 1543 publicó De Humani Corporis Fabrica. El libro provocó gran interés público en disecciones y causó que otras ciudades europeas establecieran teatros anatómicos.
En 1943 el rector Concetto Marchesi invita públicamente a los estudiantes a rebelarse y luchar contra el fascismo, acción que lo obliga a huir a Suiza. Por sus actividades en las luchas de liberación contra el nazifascismo la Universidad de Padua es la única en Italia en recibir la medalla de oro al valor militar.
En los últimos años, la Universidad ha sido capaz de afrontar los problemas de hacinamiento al volver a desplegar sobre el Veneto todo su conjunto universitario. En 1990 el Instituto de ingeniería nace en Vicenza y en 1995 los Agripolis en el centro de Legnaro.

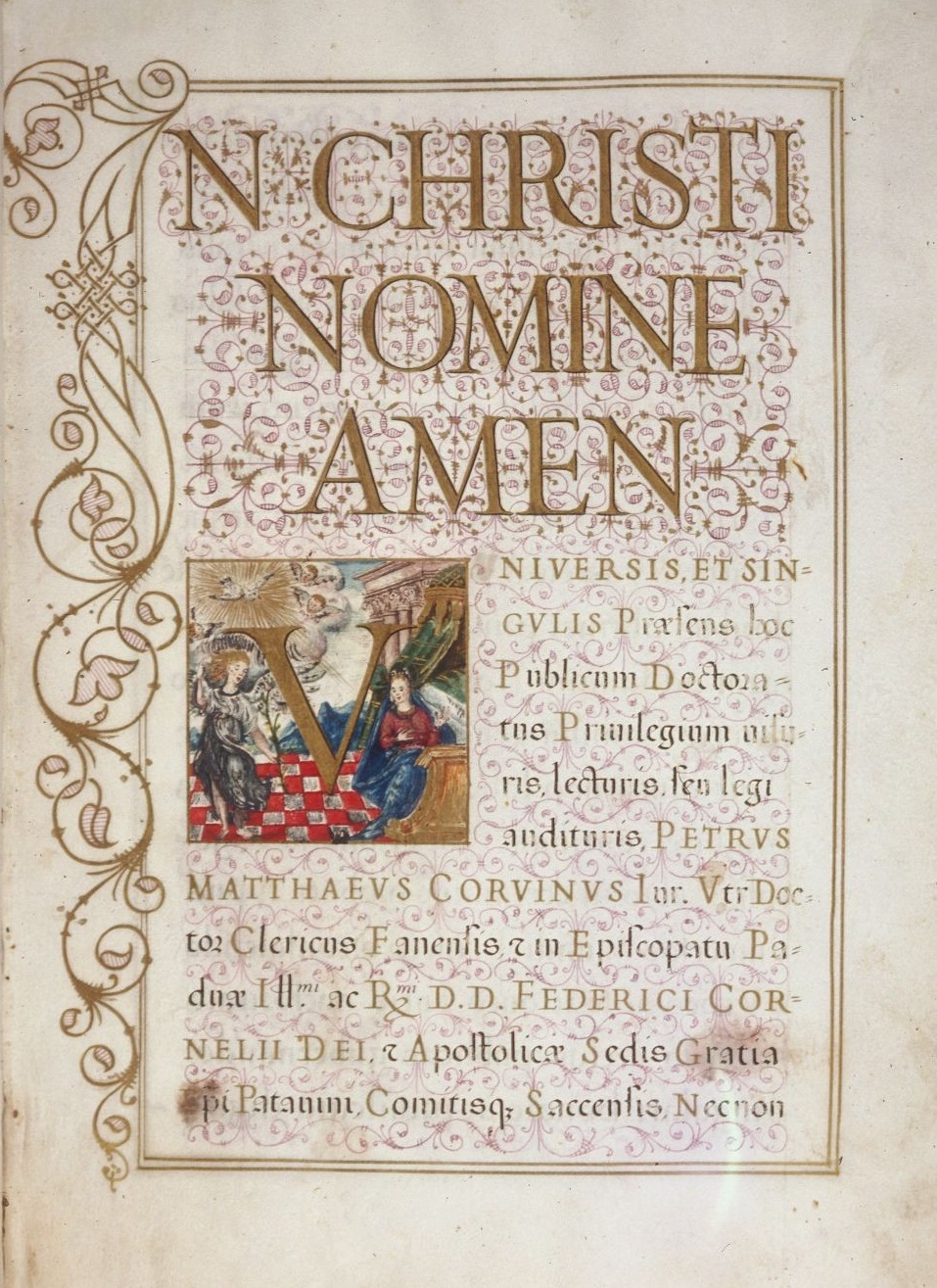
Diploma de Girolamo Martinengo, 1582

## Facultad
La Universidad ofrece una larga gama de títulos en trece facultades:
- Ciencias Agrarias
- Economía
- Farmacia
- Derecho
- Ingeniería
- Letras e Filosofía
- Medicina y Cirugía
- Medicina Veterinaria
- Psicología
- Ciencias de la Educación
- Ciencias Matemáticas, Físicas y Naturales
- Ciencias Políticas
- Estadística